# Amateur (album)
Amateur è un album musicale della band belga Mud Flow, pubblicato nel 2000.

## Tracce
1. Loco
2. Alcoholic Complex
3. 4
4. Tiny Tale
5. Everytime You Talk
6. The End of Violence
7. Sympathy
8. Isolation
9. The eyes of Grace
10. The Game
11. I don't Fight